# Vaso de las serpientes

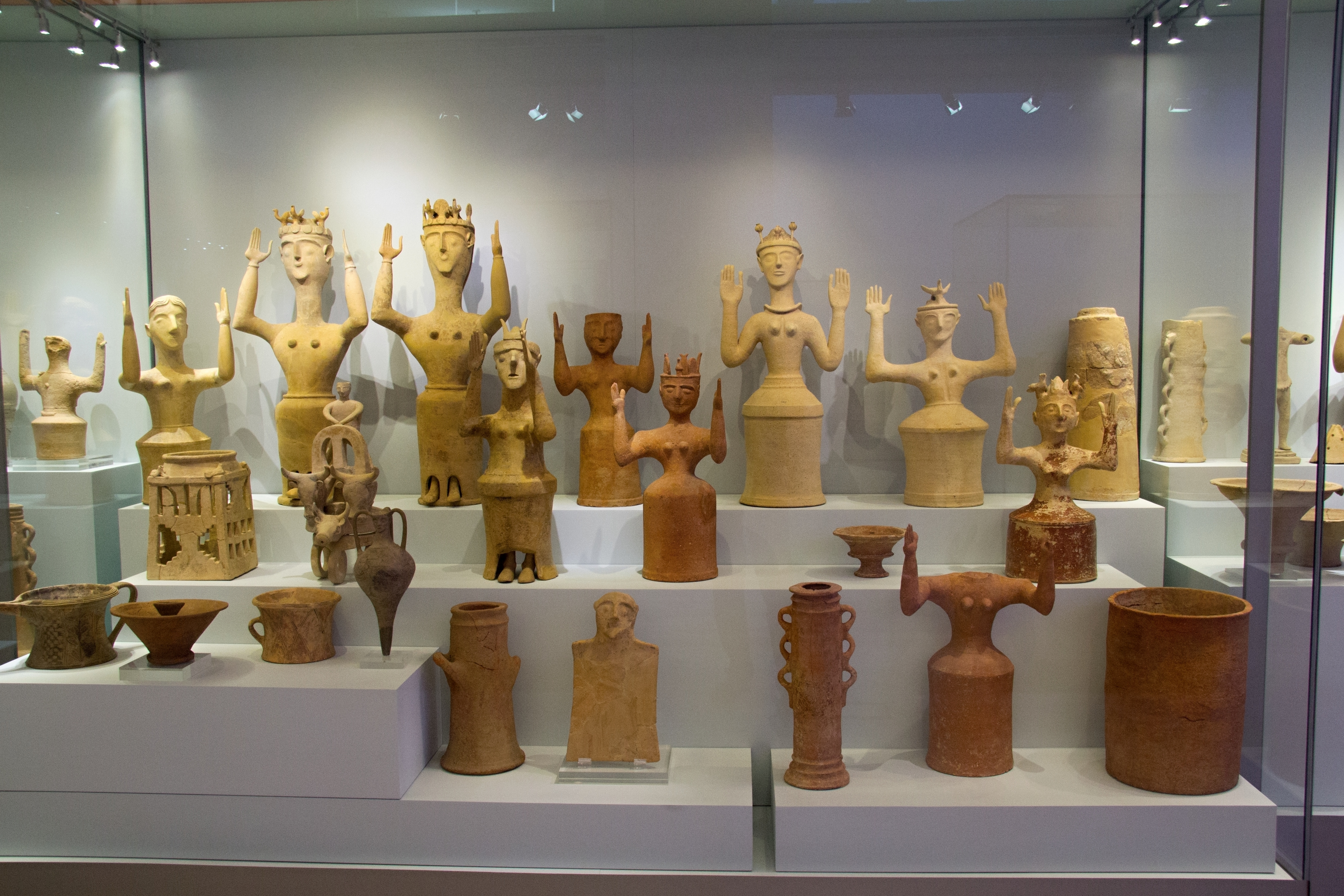
Objetos de terracota hallados en Gazi, expuestos en el Museo Arqueológico de Heraclión. En la fila inferior, el tercer recipiente es uno de los vasos de las serpientes.

Los vasos de las serpientes son un tipo de recipientes de cerámica de la Edad del Bronce que aparecen en Creta en el periodo postpalacial (hacia 1330-1200 a. C.) La denominación «vaso de serpientes» fue introducida por el arqueólogo Arthur Evans. 
Se trata de unos recipientes cilíndricos, que tienen una boca abierta y unas asas con apariencia de serpientes. A veces están decorados con representaciones de cuernos de consagración, serpientes y otros símbolos. 
Se encuentran en diversos contextos arqueológicos, pero principalmente en santuarios de la zona oriental de Creta. Por sus características, se interpreta que no eran recipientes de uso cotidiano, sino que tenían una función específica en determinados rituales de culto de alguna divinidad ctónica. Se ha sugerido también que podrían haber contenido serpientes vivas que formarían parte activa del ritual.
Algunos santuarios donde se han hallado este tipo de vasos están en los yacimientos arqueológicos de Gazi, Katsambás, Prinias, Hagia Triada, Gurniá y Karfí. 